# Cel powietrzny

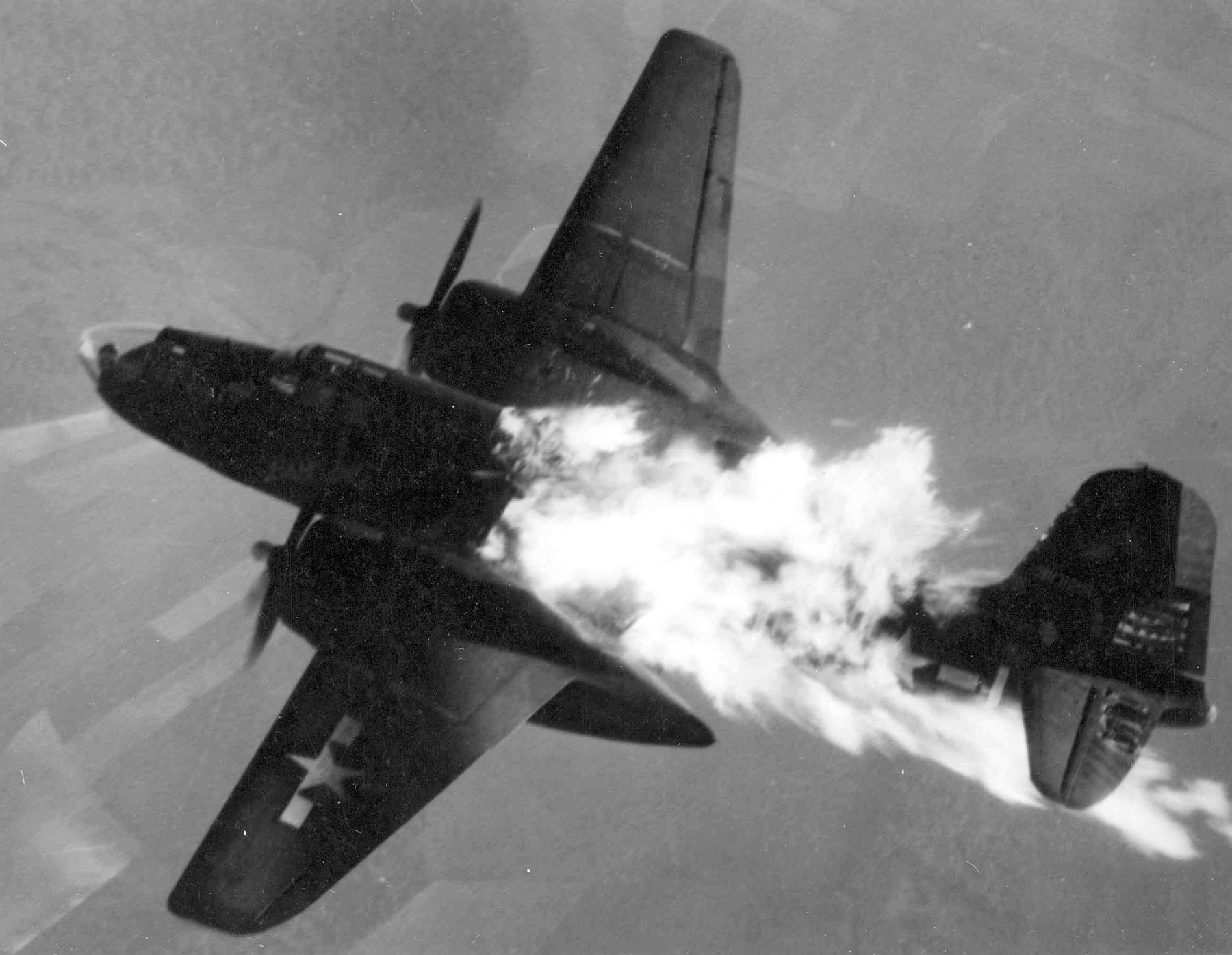
Trafiony cel powietrzny. Płonący bombowiec Douglas DB-7 w trakcie II wojny światowej

Cel powietrzny – obiekt znajdujący się w przestrzeni powietrznej (np. samolot, śmigłowiec, rakieta lub inny statek latający, skoczek spadochronowy w czasie opadania itp.), do którego prowadzi się ogień. 
Rozróżnia się cele powietrzne:
- pojedyncze
- grupowe
- grupy celów